# Marrit Leenstra (volleybalster)
Marrit Leenstra (Emmen, 18 oktober 1973) is een Nederlands volleyballer en beachvolleyballer. Ze kwam drie keer uit op de Olympische Spelen: in 1992 en 1996 als lid van het Nederlands damesvolleybalteam en in 2004 met Rebekka Kadijk op het onderdeel beachvolleybal.
Leenstra speelde vanaf 1988 in verschillende nationale jeugdteams. In 1992 werd ze geselecteerd voor het nationale damesteam om uit te komen op de Olympische Zomerspelen 1992 in Barcelona. Het team werd zesde. Vier jaar later werd op de Olympische Zomerspelen 1996 een vijfde plaats gehaald. Een jaar eerder, in 1995, was het team Europees kampioen geworden. Leenstra speelde tot 1998 in het nationale team. Hierna kwam ze voor verschillende teams in de Italiaanse profliga uit.
In 2001 stapte ze over op het beachvolleybal en vormde ze een team met Rebekka Kadijk. Kadijk en Leenstra wonnen in 2001, 2002 en 2004 de nationale titel. In 2002 haalden ze een tweede plek bij de Europese kampioenschappen. Het beste resultaat werd in 2003 gehaald, toen het koppel een World Cup in het Chinese Lianyungang won. Leenstra werd dat jaar gekozen tot Amsterdams sportster van het jaar. Op de Olympische Zomerspelen 2004 werden Kadijk en Leenstra zonder een overwinning te halen uitgeschakeld in de groepsfase. Na deze Spelen ging het duo uiteen en ging Leenstra verder met Sanne Keizer. Wegens het uitblijven van resultaten werd deze samenwerking in de zomer van 2007 verbroken. Op het Nederlands kampioenschap in 2007 kwam Leenstra uit met ex-volleybalinternational Cintha Boersma.
Rebekka Kadijk · Marrit Leenstra
Cintha Boersma · Erna Brinkman · Heleen Crielaard · Kirsten Gleis · Aafke Hament · Marjolein de Jong · Vera Koenen · Marrit Leenstra · Irena Machovcak · Linda Moons · Henriëtte Weersing · Sandra Wiegers
Cintha Boersma · Erna Brinkman · Riëtte Fledderus · Jerine Fleurke · Marjolein de Jong · Saskia Kooijmans-van Hintum · Marrit Leenstra · Elles Leferink · Irena Machovcak · Claudia van Thiel · Ingrid Visser · Henriëtte Weersing
Erna Brinkman · Marjolein de Jong · Jolanda Elshof · Riëtte Fledderus · Jerine Fleurke · Petra Groenland · Marrit Leenstra · Elles Leferink · Irena Machovcak · Ingrid Visser · Henriëtte Weersing · Bert Goedkoop (coach)